# Ликвидамбар смолоносный
Ликвидамбар смолоносный, или амбровое дерево (лат. Liquidambar styraciflua) — вид растений семейства алтингиевых, листопадное (редко вечнозелёное или полулистопадное) дерево, распространённое в тёплом умеренном климате восточной части Северной Америки.

## Описание
Средних размеров дерево, высотой 20—35 м (в редких случаях до 41 м), с диаметром ствола до 2 м и пирамидальной кроной. Ствол прямой. Кора серо-коричневая, трещинноватая. Ветки имеют различные оттенки от ярко-зелёного до жёлто-коричневого; обычно с хорошо заметными пробковыми наростами, особенно у молодых деревьев. Верхушечная почка крупная и, как правило, липкая, покрытая зелёными либо оранжево-коричневыми чешуйками.
Листья пальчатолопастные, цельные, 7—19 (редко до 25) см длиной, широкие, с мелко-пильчатыми краями, сидят на черешке 6—10 см. Они имеют 5—7 лопастей и внешне напоминают листья некоторых видов клёна, но в отличие от них их расположение очередное, а не супротивное. В верхней части ярко-зелёные, в нижней части опушённые в пазухе, при надломе приятно пахнут. Осенью окрашиваются в оранжевые, красные и пурпурные тона.
Цветки однодомные, мелкие, неброские, яркие жёлто-зелёные с небольшим оттенком красного. Женские цветки сидят на тонком стебельке и закрыты шарообразной головкой. Мужские цветки собраны в кисть. Цветёт растение в начале-середине весны.
Соплодия шаровидные, с крупными колючками, 2,5—4 см в диаметре, состоящие из многочисленных (20—50) коробочек. Каждая коробочка содержит в себе одно или два маленьких семени.

## Распространение
На севере ареал этого растения ограничен южной частью штата Нью-Йорк, на юге — центральной частью Флориды, северным побережьем Мексиканского залива и восточным Техасом. Отдельные популяции встречаются в Мексике к югу от штата Нуэво-Леон и в Гватемале.
На территории США растёт в низменностях и на равнине, в Мексике и Гватемале предпочитает горную местность, где климат прохладнее.
Помимо природного ареала, амбровое дерево широко интродуцировано в ряде стран, в том числе Аргентине, Австралии, Чили, Европейских странах (в частности, и в Российской Федерации), Гавайских островах, Новой Зеландии, ЮАР, Уругвае и Зимбабве. На территории США он особенно популярен в Калифорнии, где стал расти в диком виде. Также культивируется в Канаде на западе Британской Колумбии, а также в Торонто и в районе Ниагарского водопада.

## Использование
В своём фундаментальном произведении «Общая история дел Новой Испании» (1547—1577) Бернардино де Саагун, опираясь на сведения ацтеков о свойствах растений, привёл различные сведения о ликвидамбаре смолоносном, в частности о том, что:

Есть ещё одно лекарство, называющееся сакасили… Принимают против ломкости костей. Скажу, что оно хорошее положенное сверху вместе с клейкой основой, такой как цауитли или шочиокоцотлем.
Ликвидамбар смолоносный очень популярен в качестве декоративного дерева, известного своей яркой осенней листвой. Среди недостатков при посадках следует назвать непрочную древесину и ломкость ветвей при сильном ветре. Опадающие в изобилии плоды с шипами могут засыпать окружающую лужайку, если их вовремя не убирать.
Лучше всего дерево растёт на сыром кислом суглинке или глинистой почве. Ликвидамбар терпим к плохому стоку воды, средне терпим к содержанию солей. На щелочной почве, особенно при недостатке питательных веществ, может появится хлороз листьев (болезнь).
Древесина очень твёрдая и мелкослойная, в сердцевине имеет красноватый оттенок и при распиле на доски имеет поперечные тёмные полосы. Используется для производства шпона и баланса. Так как легко красится в чёрный цвет, иногда используется вместо чёрного дерева (Diospyros ebenum) для изготовления картинных рам и другого схожего применения. В качестве лесоматериала или топлива использовать не рекомендуется, при использовании вне помещений легко поддаётся гниению.
Смола, выделяемая деревом и известная как жидкая амбра, обладает меньшими терапевтическими качествами по сравнению с другими видами ликвидамбара, и поэтому в настоящее время в медицине практически не используется. Она может быть бесцветной, красноватой или жёлтой и издаёт приятный запах серой амбры. Ранее она широко экспортировалась в другие страны и считалась великолепным бальзамом, успокоительным и укрепляющим средством, а также использовалась при лечении радикулита, слабых нервов и других болезней. Смешанная с табаком, когда-то использовалась для курения при дворе мексиканских императоров. Во Франции долгое время использовалась как составная часть парфюмерии для перчаток и т. п.
Амбровые деревья были посажены в качестве составной части ансамбля мемориала на месте разрушенного Всемирного Торгового Центра в Нью-Йорке, открытого в 2011 году.
Культивируемые сорта:
- 'Бургунди' — тёмно-красная или пурпурная окраска листьев может продолжать в течение зимы.
- 'Клайдесформ' — цилиндричный или с узкой пирамидальной формой, медленно растёт до 9 м; жёлто-оранжевые осенние тона.
- 'Фестиваль' — цилиндричный; бледно-зелёные летние листья; осенью яркие тона жёлтого, розового и красного; наименее выносливое среди всех сортов.
- 'Годузам' — пёстрый; розовый и красно-розовый осенью.
- 'Гразам' — пирамидальный, с блестящими листьями. Осенью оранжевые, красные и пурпурные листья.
- 'Гамболл' — карликовая кустарниковая форма, редко вырастает выше 2 м. Осенью пурпурно-красные листья.
- 'Морейн' — прямостоячая, округлая форма; быстрорастущий сорт, красные листья осенью, морозостоек до −30 °C.
- 'Пало Альто' — различные оттенки красного осенью; лучше всего растёт в Калифорнии.
- 'Парасол' — округлая крона; растёт до 10 м; ярко-красный осенью.
- 'Ротунлилоба' — бесплодный сорт с закруглёнными лопастями листьев.
- 'Слендер Силхуетт' — очень узкая цилиндричная форма.
- 'Уорплесдон' — оранжевые, красные и пурпурные тона осенью.

- Листья
- Цветки
- Плоды и семена
- Дерево (Техас)
- Осенняя листва